# BÚÉK (film, 2018)
A BÚÉK a Teljesen idegenek címmel 2016-ban bemutatott olasz filmvígjáték Goda Krisztina által rendezett, 2018. december 6-án mozikba került magyar remake-je.

## Történet
Azzal, ha az ember mobiltelefont használ, egyszerre könnyíti meg az információáramlást, és válik ő maga egy súlyos teher birtokosává. Mindent ezen az eszközön tárolunk, minden üzenetváltást, hívást a mobilunkon ejtünk meg. Gyakran előkerül a kérdés, milyen veszélybe kerülnénk, ha idegenek kezére jutna az eszközünk, ám még inkább érdekes kérdés, hogy mi van, ha a saját baráti körünk vagy épp a párunk nézne bele a mobilunkba? Szilveszter estéjén egy baráti társaság egy igen érdekes játékba kezd: a hívásokat kihangosítva, mindenki által hallhatóan bonyolítják le, az üzeneteket közösen olvassák el és válaszolnak rá. Kezdetben kisebb titkokra, elhallgatott programokra és családi konfliktusokra derül fény, ám lassan beindul a durva illetve megalázó titkok láncolata. A felszínre kerülő fájdalmas igazságok a hét embert egymás ellen fordítják, elbizonytalanítva őket, hogy valóban olyan jó barátok és társak-e, mint azt eddig gondolták.

## Cselekmény
|  | Alább a cselekmény részletei következnek! |

Kristóf, a higgadt hozzáállást preferáló, határozott magánnőgyógyász Szilveszter estéjén segít a legjobb barátjának – és egyben hódolatának tárgyának – Lizinek az ünnepi menü elkészítésében, miközben baráti társaságuk többi tagját várják. Lizi nemrégiben szakított férjével, Bálinttal, aki megcsalta őt egy huszonéves lánnyal. A baráti társaság tagjai a családi munkamegosztás miatt igen frusztrált séf, Gábor és ügyvéd felesége, Saci, akik feszült viszonyt ápolnak hosszú ideje; Márk, a nők körében igen népszerű, ám könnyen felbosszantható baleseti fotós, és fiatal menyasszonya, a gyógypedagógusként dolgozó Fanni; valamint Döme, a kissé esetlen, szellemes kémiatanár, aki évekkel ezelőtt elvált kritikus természetű feleségétől, Adrienntől, és kevésbé tartja nővérével, Lizivel a kapcsolatot. A vacsora előtt Lizi igencsak összeveszik lányával, Zsófival, mivel az anyja rosszallása ellenére egy késő hajnalig tartó partira megy, ráadásul előkerül egy doboz gumióvszer táskájából, bár azt állítja, egy barátnője, Merci bízta rá. A készülődés közben Kristóf felfedez egy portréfotót Liziről az egyik szekrényen, és ráismer, hogy ezt Márk készítette. 
A vacsora apropóját adja az is, hogy Döme most szeretné bemutatni új barátnőjét, Mártát a baráti társaságnak. Bár hosszú ideje együtt vannak, a társaságból még senki nem ismerte meg a hölgyet, így igen kíváncsian várják az utolsóként megérkező Dömét. A kémiatanár azonban egyedül érkezik, mivel Márta elkapott egy lázzal járó betegséget és így nem tud részt venni a vacsorán. Bár a társaság meglepődik ezen, örömmel fogadják Dömét, és meg is kezdik a Kristóf által elkészített, kiváló ínyencségekből összeállított vacsora elfogyasztását. Miközben a mindennapi dolgokról beszélgetnek és még közelebb kerülnek a Márk által nemrég bemutatott Fanni megismeréséhez, szó esik Bálint árulásáról, és arról, hogy minderre Lizi úgy jött rá, hogy elolvasott egy erről tanúskodó SMS-váltást a férje mobilján. Lizi meg is jegyzi elgondolkodva, hogy valószínűleg számos házasság tönkremenne, ha a férj és feleség belenézne egymás mobiljába, és az is előkerül, hogy mivel ők egy összetartó baráti társaság, így vajon még érnék-e egymást meglepő felfedezések, ha megnéznék egymás üzeneteit? Az elgondolás rövidesen egy játékötletté válik: mindenkinek az asztalra kell tennie az okostelefonját, és minden bejövő üzenetet, minden hívást együtt látnak, hallgatnak meg. A társaság férfi tagjai igen negatívan fogadják az ötletet, nem szívesen vennének részt benne, kiváltképp Kristóf, azonban végül vonakodva beleegyeznek. Márk meggyőzi őket, hogy a főnöknőjétől, Mónitól érkező hívásokat hagyják figyelmen kívül, mivel folyamatosan amiatt zaklatja, hogy vállaljon éjszaka is műszakot.
Az első hívás Kristófhoz érkezik az édesanyjától, aki igen szomorú, amiért Kristóf ezt a Szilvesztert nem tölti vele. A hívás után felfedi barátainak, hogy az apja Szilveszterkor halt meg, és azóta az édesanyja nem szeret egyedül lenni ilyenkor, így Szilveszterkor mindig együtt töltik az időt. Most is csak azért mondott nemet, hogy segédkezzen a főzésben, bár édesanyjának azt mondta, hogy ügyeletre osztották be. A következő hívás Döméhez érkezik egy kolléganőjétől, Zsuzsától. A tanárnő határozottan rákérdez, hogy sikerült-e már új állást találnia, mivel az általános iskolában, ahol felmondott, továbbra sem találtak senkit a helyére, és a diákok sem értik, hogy miért hagyta el az intézményt. Bár a hívás után többen firtatni kezdik, hogy Döme miért hagyta el az iskolát, Döme lerázza őket, mondván a rossz fizetés, a rosszul viselkedő diákok és a kollégák miatt nem éri meg a befektetett munka abban az intézményben. Ezután Lizihez érkezik hívás az apjától, aki elmondja, hogy Hídvégi professzor – egy igen elismert plasztikai sebész – meg tudja őt műteni, és épp találkozni készül vele. A társaság értetlenül fogadja ezt a hírt, mire Lizi elmondja, hogy megnagyobbíttatja a melleit.  Ez felveti a kérdést, hogyha Lizi egy pszichológusnő, akkor miért nem fogadja el magát, és hogyha az apa hajlandó tekintélyes összegeket fizetni a lánya plasztikai műtétjére és a lakberendezésére is, akkor miért nem hajlandó semmilyen anyagi segítséget nyújtani a fiának, Dömének. Később Kristóf négyszemközt megkérdi Lizitől, hogy miért érzi szükségesnek ezt a beavatkozást. A nő elmondja, hogy elhagyott édesanyaként valószínűleg senki figyelmét nem fogja tudni felkelteni, Kristóf azonban ezzel nem ért egyet. A beszélgetést egy asztal felborulása miatt kénytelenek felfüggeszteni.
Amikor Döme kimegy a balkonra cigarettázni, Gábor négyszemközt beszél vele, a segítségét kéri. A férfi szeretőt tart, és épp a lakcímét várja tőle, azonban a játék miatt kénytelen volna azt mindenkinek megmutatni, a feleségét is beleértve. Ezzel pedig ugyanúgy lebukna és szétesne a családja, mint Bálintnak. A terve az, hogy mivel Dömének ugyanolyan típusú mobilja van, mint neki, és mivel nincs itt a párja, így megcserélnék a két eszközt, így ha a lakcím megérkezik, akkor azt hiszik, Dömének érkezett. A tanár nem repes az ötletért, azonban végül beleegyezik. 
Egy alkalmas pillanatban, mikor senki sem figyel, Gábor megcseréli a mobilját Döme mobiljával, bár ő továbbra sem örül neki. A lakcím rövidesen be is fut, ám egy fotóval együtt, és mindenki azt hiszi, a csinos hölgyemény Döme szeretője. Nem sokkal ezután Gábor kap üzenetet Döme mobilján át egy Marci nevű illetőtől, aki a hogylétéről érdeklődik. Bár Döme inspirációjára azt írná, hogy otthon van és holnap beszélnek, azonban a többiek inkább azt javasolják, hogy írja meg őszintén, hogy a barátaival van. Döme hevesen tiltakozik ez ellen, így Gábor inkább nem is válaszol Marci üzenetére. A következő hívást Saci indítja, mégpedig főnökének, aki nem más, mint exbarátja, Tamás. A hívást azért indítja, hogy Gábor megbizonyosodjon, nincs több köztük munkakapcsolatnál. A hívás erre igazolást ad, de Tamás elejt egy megjegyzést egy Aranyág nevű intézményről. Ebből Gábor rájön, hogy Saci szeretné, ha anyósa a nyugdíjas-otthonba költözne, mert nem örül neki, hogy velük egy lakásban él. A szilveszteri tűzijáték-áradatot megcsodálandó az erkélyre mennek, majd megpróbálnak egy szelfit készíteni, azonban ezt egy újabb, Fannihoz érkező sms szakítja félbe. A volt élettársa, Iván amiatt keresi, hogy tanácsot kérjen tőle: szerelmének tárgya egy olyan nő, aki folyamatosan kihasználja, csak testi kapcsolatot akar tőle, és nem ragaszkodik semmi érzelmi kapcsolathoz. Márk nem örül neki, hogy Iván és Fanni közt ilyen bizalmi kapocs maradt fent, és igencsak sürgeti, hogy szüntessék meg ezt a kapcsolatot.
Kristóf hívást kap Zsófitól, aki elmondja, hogy a parti igencsak csalódást keltő, viszont Máté, a barátja egyedül van otthon, és szeretné, ha a lány fölmenne hozzá. Bizonytalan abban, mi volna a helyes döntés, ezért kéri Kristóf tanácsát. Kristóf elmondja, hogy ez az este lesz az egyik legmeghatározóbb a lány életében, így ha csak egy kicsit is bizonytalan, ne menjen föl csak amiatt, mert fél, hogy a fiú megsértődik rá. A doboz óvszert pedig azért adta a lánynak, hogy biztonságban legyen, nem amiatt, hogy mindenképpen használja. Kristóf arra kéri a lányt, hogy anyját is avassa majd be a viselt dolgaiba, de elutasítja, mondván, Lizi nem képes egyáltalán megérteni őt. Kristóf azonban ragaszkodik hozzá, hogy ossza meg vele is a problémáit. Mikor befejeződik a hívás, Lizi sírva elvonul, majd őszinte elismerését adja Kristófnak, amiért ilyen jól kezelte és kezeli Zsófi helyzetét. Elmondja egyúttal, hogy frusztrált viselkedése nemcsak a lánya képzelgése, hanem tényleg ennyire megviseli Bálint árulása.
A következő és minden eddiginél nagyobb bonyodalmat Gábor és Döme mobilcseréje okozza. Marci nem érti, hogy miért nem kapott választ az sms-ére, mire Gábor kénytelen-kelletlen megüzeni neki, hogy a barátaival vacsorázik. Erre Marci egy igen dühös válaszüzenetet ad, majd mobilhívást is kezdeményez, amit Gábor kénytelen felvenni, de nem szól bele, hogy ne bukjon le. Ez visszájára sül el: Marci azzal szembesíti, hogy hazudott neki, mondván lázas beteg, és hogy képtelen eldönteni, hogy mit akar pontosan tőle. Ezzel azt sugallja, hogy szeretői kapcsolatban van vele. Bár a hívás után Gábor határozottan tagadja, hogy ez igaz lenne, és azt mondja, csak Marci képzelgése a köztük lévő kapocs, egy újabb sms érkezik, melyben Marci hiányolja a csókjait. Emiatt Gábor felesége és a barátai is azt hiszik, hogy a családapa a férfiakhoz is vonzódik. Saci dühösen kivonul a konyhába, hogy alkoholba fojtsa bánatát, miközben Lizi próbálja érzelmileg támogatni és rávilágítani, hogy férje valószínűleg csak bizonytalan volt és rossz önképet alakított ki magáról. Ezalatt Márk igen dühösen szembesíti Gábort azzal, hogy hiába legjobb barátok, folyamatosan, egész életében hazudott neki, és eltitkolta a valódi preferenciáit. Bár Kristóf próbálja ráirányítani a figyelmét, hogy ezen titok kiderülésétől még ugyanolyan barátok, mint mindig is voltak, Márkra nem hat semmilyen észérv. Rövidesen Saci visszatér a konyhából, és ismét kérdőre vonja Gábort, aki bár tagadja a viszonyt, nem engedi beszélni Dömét, mivel nem akarja, hogy a mobilcserére fény derüljön.
Az újabb hívás Márkhoz érkezik egy barátjától, Sanyitól, aki azt kérdi, hogy megfelelő-e a gyűrű, amit leszállított neki, és Márk büszkén megerősíti ezt, miközben menyasszonyára pillant. A következő kérdése, hogy a fülbevaló megfelelő-e, ez azonban gyanút ébreszt Fanniban, lévén nem hord fülbevalót, nincs is kiszúrva a füle. Ezután a főnökétől, Mónitól kap újabb hívást, amit bár megint csak nem akar felvenni, Fanni megszerzi a mobilját és fogadja a beérkező hívást. A nő elmondja, hogy várandós lett Márktól. Fanni azonnal szakít a férfival és összetörten a fürdőszobába siet, Lizi pedig követi, hogy érzelmileg támogassa. Előtte megakadályozza Márkot, hogy bemehessen Fannihoz, miközben odaadja neki a férfitól kapott fülbevalókat és arcon pofozza. Valójában ők ketten szeretők voltak. Lizi dühösen elviharzik.
Fanni elmondja Lizinek, hogy legbelül mindig is kételkedett a házasság intézményében és abban is, hogy Márk teljesen hűséges hozzá, de mindig igyekezett elaltatni a saját kételyeit. Ezért is fáj neki különösen, hogy a férfi elárulta őt. Eközben Gábor kérdőre vonja Sacit, egy vadidegen férfitól, Attilától kapott chatüzenetről, melyben az illető azt kérdi, van-e rajta bugyi. Saci felfedi, hogy gyakorta váltanak pikáns chatüzeneteket Attilával, és ezt egy mobilhívással is megerősíti. Az elfajult vita végén Gábor felfedi, hogy miért frusztrálja felesége munkába állása: a befutott, sikeres ügyvédek lesajnálóan bánnak vele, valahányszor megjelenik felesége oldalán egy céges rendezvényen, és munkájuk során olyan fényűzést mutatnak, amitől kívülállónak érzi magát a feleségétől is. Sacit bár sokkolja a férje vallomása, a szemére veti, hogy meleg, és ez a valódi párkapcsolati problémájuk.
Döme ekkor felfedi a mobilcserét a társaságban, és egyúttal felvállalja a valódi szexualiatását. Ráeszmélve, hogy Gáborhoz érkezett a fotó a csinos hölgyeménytől, Saci kiviharzik a lakásból. Bár Döme megpróbálja elmondani, miért titkolta ezidáig az igazságot, ezt Gábor megteszi helyette is. Két óra elég volt neki, hogy rájöjjön, milyen szörnyű érzés kiutasítottnak és kinézettnek lenni mind a barátai, mind a felesége részéről. Döme kiegészíti ezt azzal, hogy az iskolában diszkriminálták miatta és korlátozták a tanári tevékenységeit, így inkább felmondott, mielőtt valami kitalált indokkal elbocsáthatták volna. Bíróságra nem meri vinni az ügyet, lévén a barátai előtt sem merte elmondani az igazat magáról. Noha Gábor azt javasolja, mutassa be nekik Marcit, Döme ezt a legkevésbé sem tartja jó ötletnek, lévén attól tart, hogy barátai a viselkedésükkel megbotránkoztatnák Marcit. Az sem mellékes, hogy Lizi maga a legnagyobb képmutató, mivel mást sem csinál, csak mániákusan meg akar felelni az apjuknak, és eleinte folyamatosan könyörgött a volt férjének, hogy jöjjön vissza, majd mikor nemet mondott, kirúgatta a munkahelyéről. Az elmélkedést Márk újabb telefonhívása zavarja meg, amely a fürdőszobából jön. Fanni nem akar ajtót nyitni, így Döme betöri azt. Az immár kirúzsozott Fanni felfedi, hogy Márk anyja telefonált. Elmondta neki, hogy Márknak gyereke lesz. Ezután gyengéd arccsókot ad Dömének, kérve, hogy ne mutassa be párját a barátainak, majd elhagyja a lakást. A lakásból kilépve a szomszéd apartmanba megy, ahol egy fiatalokból álló társaság szilveszteri partit tart. Miután ténylegesen elhagyja Lizi lakását, Kristóf sürgeti Márkot, hogy siessen Fanni után. Ez természetesen eredménytelen lesz, mivel az utcán próbálja megkeresni a lányt.
A történet végén Kristóf, miközben segít feltakarítani és mosogatni Lizinek, újra megakad a szeme azon a képen, amit Márk készített Liziről. Dühösen összezúzza, majd felfedi az asszonynak, hogy Márk akkor csinál csak portréfotót egy nőről, ha korábban alkalmi viszonya volt vele. Mindez nem érdekli őt, és az sem, hogy milyen kicsinyesen állt bosszút a volt férjén, csak annyit kér tőle, hogy rendezze a kapcsolatát Zsófival. Végül kilép a lakásból, ám megtalálja a virágcsokrot, amit még a lakásba belépése előtt akart neki átadni, és úgy dönt, megvalósítja az előző Szilveszterkor hozott fogadalmát. Szerelmet vall Lizinek, majd miután az órájára pillantva megállapítja, hogy már elmúlt éjfél és így technikailag mégsem valósította meg az évi fogadalmát, tényleg lelép a lakásból, elgondolkodva magára hagyva Lizit. Ezalatt Gábor a felesége keresésére indul a belvárosban, majd miután megtalálja, a kezdeti frusztráció után csókolózni kezdenek. Döme gyalogosan sétál a havas éjszakában, majd miután váltott egy hívást Marcival, a mobiljára telepített edzésprogram-applikáció instruálására testedző gyakorlatokba kezd.
|  | Itt a vége a cselekmény részletezésének! |

## Szereplők
- Aliz – Szávai Viktória
- Kristóf – Mészáros Béla
- Saci – Bata Éva
- Gábor – Hevér Gábor
- Fanni – Törőcsik Franciska
- Márk – Lengyel Tamás
- Döme – Elek Ferenc

További szereplők:
- Zsófi, Aliz lánya – Gáspárfalvi Dorka
- Szomszéd srác – Ember Márk
- Eszti néni, a nagymama, Gábor anyja – Dániel Vali
- Dorka, Saci és Gábor lánya – Barta Veronika
- Emma, Saci és Gábor lánya – Dankó Ércsa

Csak hang:
- Aliz apja – Barbinek Péter
- Kristóf anyja – Andai Kati
- Zsuzsa, Döme volt kolléganője – Urbanovits Krisztina
- Móni, Márk főnöke – Németh Kriszta
- Marci, Döme élettársa – Zoltán Áron
- Sanyi, Márk haverja – Molnár Áron
- Iván, Fanni volt barátja – Bán Bálint
- Attila, Saci chat partnere – Béli Ádám
- Tamás, Saci főnöke – Klem Viktor
- Kozák Pál, szomszéd – Medve József
- Taxi diszpécser – Ősi Ildikó
- Enikő, Tamás szeretője – Márkus Luca

## Nézettség
A nézettségi adatok szerint 304 423 jegyet adtak el rá. Egy alternatív forrás szerint a nézőszám 274 358 volt.

## Díjak
- A Magyar Filmakadémia közönségdíja (2019)[3]

## Fesztiválszereplések
- Sanghaji Nemzetközi Filmfesztivál (2019)[3]
- Vukovari Filmfesztivál (2019)[3]